# ブイナクスク
ブイナクスク（ロシア語: Буйна́кск）は、1922年以前までテミル＝ハン＝シュラ（クムク語: Темир-Хан-Шура）の名で知られたロシア連邦・ダゲスタン共和国の都市である。大カフカース山脈の麓、シュラ・オゼン川（Shura-Ozen）の河畔、マハチカラの南西40kmの場所に位置する。人口は2009年現在61,143人である。
ブイナクスクは1834年に中世の街跡であるバランヤール（Чӑвашла）の近くに前哨地として成立した。町としての地位は1866年に得ている。1920年、北カフカース山岳共和国の中心が置かれた。1920年9月13日、ロシア・ソビエト連邦社会主義共和国がダゲスタンでの自治権を宣言した。1922年に町は革命家ウルビイ・ブイナクスキーにちなんでブイナクスクに名称が改められた。1970年5月、ブイナクスクは震災によって大規模な被害を受けた。2009年8月にはチェチェンなどのテロの攻撃に遭っている。